# Обхід податкового закону
Обхі́д податко́вого зако́ну — дії, за допомогою яких особа так організує свої справи, що її обов'язок сплачувати податки стає меншим, ніж той, який би існував без такої організації. Тобто, будь-яка спроба законними шляхами знизити податкове зобов'язання, яке інакше виникло б, користуючись перевагами норм чи відсутністю норм закону.
Обхід податкового закону є різновидом податкової оптимізації.
Обхід податкового закону означає:
- несплату податку, сплату податку в меншому розмірі чи сплата податку пізніше ніж це повинно бути;
- отримання відшкодування або збільшення відшкодування сплаченого податку, або отримання відшкодуванні раніше, ніж це повинно бути;
- отримання платежу чи збільшення платежу шляхом податкового кредиту або отримання такого платежу раніше, ніж це повинно бути.